# Intervention fédérale (Suisse)
Pour les articles homonymes, voir Intervention fédérale.
En Suisse, une intervention fédérale est une action intentée par le gouvernement fédéral soit dans un canton, soit contre un canton (on parle alors d'exécution fédérale).

## Législation
L'intervention fédérale est légitimée à l'article 52 de la Constitution fédérale qui précise : 

« Art. 52 Ordre constitutionnel

1. La Confédération protège l’ordre constitutionnel des cantons.

2. Elle intervient lorsque l’ordre est troublé ou menacé dans un canton et que celui-ci n’est pas en mesure de le préserver, seul ou avec l’aide d’autres cantons. »

— Constitution fédérale de la Confédération suisse du 18 avril 1999
 Cette intervention est spécifiée également aux articles 173 chiffres 1 à 3 (Autres tâches et compétences), et 186 (Relations entre la Confédération et les cantons),
Une intervention ne peut être décidée que par l'Assemblée fédérale. Cependant, en cas d'urgence, il est prévu que le Conseil fédéral puisse l'ordonner et la faire approuver par la suite. Ce cas n'a toutefois jamais été mis en application. Lors de la décision d'intervention, le parlement nomme généralement un ou plusieurs commissaires civils ou militaires, chargés de la médiation et détenteurs du pouvoir décisionnel de faire appel à l'armée en renfort.
Lors d'une intervention, les principes de fédéralisme sont temporairement abolis et la puissance publique passe du canton à la Confédération.
À une exception près (en 1871), les frais occasionnés par l'intervention fédérale ont toujours été couverts par la Confédération. 

## Intervention dans un canton
Depuis l'entrée en vigueur de la Constitution fédérale de 1848, dix interventions ont été ordonnées dans des cantons, dont la moitié dans le canton du Tessin : 
| Date | Article                                      | Canton    | Détails |
| ---- | -------------------------------------------- | --------- | --- |
| 1855 | Pronunciamento                               | Tessin    | |
| 1856 | Affaire de Neuchâtel                         | Neuchâtel | Coup d'état monarchiste |
| 1864 | Émeutes après la non-élection de James Fazy  | Genève    | Fazy est l'un des fondateurs du Parti radical |
| 1870 | Conflit sur le choix du chef-lieu cantonal   | Tessin    | |
| 1871 | Émeutes de la Tonhalle (de)                  | Zurich    | Troubles entre des membres internés de l'Armée de l'Est et des Allemands voulant célébrer leur victoire, rejoints ensuite par des ouvriers |
| 1875 | Grève des mineurs au tunnel du Saint-Gothard | Uri       | |
| 1876 | Luttes de Stabio                             | Tessin    | [ 4 ] |
| 1889 | Luttes lors des élections au Grand Conseil   | Tessin    | |
| 1890 | Révolution de septembre                      | Tessin    | Renversement du gouvernement conservateur Respini et mort du conseiller d’État Luigi Rossi au cours d'une insurrection le 11 septembre par des libéraux-radicaux mécontents du retard à l'examen d'une proposition de révision constitutionnelle, |
| 1932 | Fusillade du 9 novembre 1932                 | Genève    | |

## Exécution fédérale
L'exécution fédérale est une intervention de la Confédération contre un canton qui ne remplit pas ses devoirs. Précédée d'une mise en demeure, elle peut prendre la forme d'une substitution, d'une suspension de subventions, voire – en dernier recours – d'une intervention militaire, ce qui n'a encore jamais été le cas.
| Date | Description                                                                           | Canton |
| ---- | ------------------------------------------------------------------------------------- | ------ |
| 1850 | Envoi de commissaires fédéraux pour surveiller des réfugiés politiques                | Genève |
| 1855 | Envoi de commissaires fédéraux pour surveiller des réfugiés politiques                | Genève |
| 1869 | Exécution d'une sentence arbitrale                                                    | Uri    |
| 1884 | Adoption, par le Tessin, de dispositions électorales illégales selon le droit fédéral | Tessin |

## Sources
- « Interventions fédérales » dans le Dictionnaire historique de la Suisse en ligne.
- (de) C. Hilty, Die eidgenössischen Interventionen, Politisches Jahrbuch der Schweizerischen Eidgenossenschaft, 1891, p. 1-71